# Vincenzo Diedo
Vincenzo Diedo (Venezia, 1499 – Venezia, 8 dicembre 1559) è stato un politico e patriarca cattolico italiano.

## Biografia

### Origini ed esordi
Figlio di Alvise di Francesco Diedo, del ramo dei Santi Apostoli, e di Elisabetta di Gerolamo Priuli, proveniva da una delle famiglie più prestigiose e ricche di Venezia. Questa circostanza, aggiunta alle indubbie capacità e all'indole ambiziosa, gli spianò la strada alla carriera politica, superando in questo i fratelli Pietro (che al massimo ricoprì la carica di ufficiale alle Rason nuove) e Francesco (che dopo il matrimonio fu assorbito dall'amministrazione familiare).
Il suo ingresso in politica fu però segnato da uno scandalo: il 20 settembre 1520 fu eletto savio agli Ordini nascondendo la sua minore età; quando il fatto venne alla luce, tentò di risolvere offrendo 500 ducati alle casse dell'Arsenale, ma la proposta venne respinta.
Forse per placare gli animi, due anni dopo accettò la modestissima nomina a podestà di Piove di Sacco, dove si insediò il 25 novembre 1522. In effetti la sua immagine ne uscì riabilitata, tanto che, al termine del mandato, fu eletto governatore delle Entrate ed auditor nuovo.

### Carriera politica
Nell'ottobre 1530 formò con altri ventisette nobili una delegazione che incontrò a Chioggia il duca di Milano Francesco II Sforza. Tre anni dopo fu proprio lui ad essere ballottato ambasciatore nel Ducato, ma non venne eletto. Quindi fu nominato provveditore sopra il Cottimo di Londra, da cui si dimise il 17 settembre 1534 per accettare la carica di ufficiale ai Dieci Uffici; abbandonò anche questa carica l'11 gennaio 1535, ma i motivi non ci sono noti.
Nel 1537 fu scelto quale ambasciatore nel Regno di Polonia. In quel periodo la Serenissima puntava a formare una coalizione anti-turca per frenare l'espansionismo di Solimano il Magnifico, ma della missione non abbiamo notizie: il 12 novembre, benché già nominato, ebbe il permesso di continuare a frequentare il Senato, quindi la partenza fu rinviata per il sopraggiungere dell'inverno; le commissioni, di certo, non gli furono consegnate e già nella primavera successiva la politica estera veneziana prese a concentrarsi sul convegno di Nizza.
Membro della Quarantia criminale, nel settembre del 1540 divenne podestà di Bergamo. Nella relazione di fine mandato, letta in Senato il 30 gennaio 1542, poneva l'accento sulla scarsa produttività del territorio insufficiente a soddisfare le esigenze della popolazione e proponeva di potenziare il mercato di Romano di Lombardia, presso il confine con Milano, e di sopprimere alcune restrizioni annonarie.
Tornato a Venezia, divenne savio di Terraferma per il primo semestre del 1542. Quindi trascorse due anni lontano dalla politica; queste interruzioni, non rare nel corso della sua carriera, si spiegano probabilmente con la sua salute cagionevole (morirà a soli sessant'anni).
Tra il maggio 1545 e il luglio 1546 ottenne la prestigiosa podesteria di Verona. Di nuovo savio di Terraferma nel secondo semestre del 1547, il 29 giugno 1548 entrò a far parte del collegio dei Venticinque transadori. Ancora savio di Terraferma nella seconda metà del 1549, si dimise prima della fine del mandato per divenire luogotenente della Patria del Friuli, rimanendovi sino alla primavera 1551; qui si occupò di sistemare le finanze del reggimento perché fossero investite nel rafforzamento delle fortificazioni e di contenere le angherie dei feudatari nei confronti dei contadini, spesso fomentate dagli imperiali.
Rientrato in città fu di nuovo savio di Terraferma per il primo semestre 1551. Eletto riformatore dello Studio di Padova nel 1552 (indice della sua buona cultura), rifiutò la carica per diventare ancora savio di Terraferma. La carica di riformatore gli fu riproposta l'8 ottobre, ma dopo nemmeno quattro mesi si dimise per diventare consigliere ducale per San Polo (dove si era stabilito, forse dopo la morte del padre nel 1537); in tale veste, incoronò il doge Marcantonio Trevisan.
L'ultimo reggimento fu quello di capitano di Padova, dall'agosto 1554 alla fine del 1555.

### Patriarcato di Venezia
Personalità moderata, sostenne il mantenimento della pace e dei buoni rapporti con la Santa Sede. Per questo motivo, il 21 agosto 1554 il suo nome comparve nella rosa di candidati al patriarcato di Venezia. Dopo il vescovato dell'intransigente Gerolamo Querini, la Repubblica cercava una figura più equilibrata e di origini laiche, che potesse meglio collaborare con il governo. Fu scelto Francesco Contarini, ma il Diedo fu il secondo più votato con 105 preferenze.
Il Contarini morì dopo solo sedici mesi, sicché il 27 dicembre 1551 risultò naturale che il Diedo fosse eletto con 179 preferenze.
Papa Paolo IV accolse la scelta del governo veneziano con favore, inviando la propria conferma e il pallio già a due mesi dall'elezione. Nel frattempo istruiva il nunzio apostolico Filippo Archinto di mantenere col Diedo, che definiva un uomo probo e virtuoso, dei rapporti prudenti per non ripetere le incomprensioni del passato.
La questione più pressante riguardava l'elezione del clero diocesano e su questo mantenne la stessa linea rigorosa del Querini. Nell'agosto del 1556 emanò una costituzione che impediva, durante le elezioni riguardanti benefici e titoli ecclesiastici, i favoritismi tra parenti, premiando invece la purezza di vita e la dottrina. Nel maggio del 1557 vietò ai suoi suffraganei di promuovere agli Ordini i chierici veneziani senza l'approvazione del loro legittimo vescovo. Queste iniziative suscitarono dei malumori interni, ma trovarono sempre il favore del pontefice il quale, per ribadire la fiducia nei suoi confronti, nel dicembre 1557 sottrasse al nunzio l'esame dei pievani per trasferirlo direttamente al patriarca. Nell'ambito della cura spirituale, il 21 ottobre 1557 istituì la pia casa dei catecumeni, aperta agli ebrei convertiti ma anche ai musulmani.
Si occupò inoltre del restauro della cattedrale di San Pietro di Castello, affidando l'erezione della nuova facciata ad Andrea Palladio. Del progetto non resta però traccia: probabilmente a causa della morte del Diedo, i lavori furono interrotti poco dopo l'inizio e affidati in seguito a Francesco Smeraldi, che si basò su un proprio disegno.
Queste iniziative, che richiedevano grosse somme di denaro, potrebbero aver spinto il Diedo a risparmiare ricorrendo all'evasione fiscale. In ogni caso, nella primavera del 1559 gli fu ingiunto di saldare duemila ducati di decime arretrate. Bersagliato per questo dalle critiche dei concittadini, nel maggio del 1559 si recò in Senato invitando il doge a intervenire contro le malelingue, chiedendo con l'occasione una dilazione di otto anni per soddisfare il debito.
Si trattò di una mossa avventata che scaturì le ire del savio di Terraferma Giovanni Donà (noto per la vena polemica), il quale, dopo un lunghissimo discorso, tentò di convincere il governo a multarlo e a deporlo.
Il patriarca ebbe, come al solito, il sostegno papale ma questo provocò un secondo intervento del Donà in Senato: il 19 luglio denunciò l'ipocrisia del Diedo, ricordando come egli avesse speso 900 ducati per un banchetto in onore del cardinale Carafa allo scopo di ottenere una promozione, e proseguì l'arringa argomentando come un buon prelato dovesse dimostrare coerenza nel pubblico come nel privato. Il Diedo dovette incassare il colpo, ottenendo solo una rateizzazione del debito.
Morì poco dopo, l'8 dicembre 1559, dopo tre mesi di malattia, venendo sepolto in cattedrale davanti alla porta maggiore.

## Genealogia episcopale
La genealogia episcopale è:
- Arcivescovo Ludovico Beccadelli
- Vescovo Angelo Bragadin, O.P.
- Patriarca Vincenzo Diedo